# UCI-Mountainbike-Weltcup 2018
Beim UCI-Mountainbike-Weltcup 2018 wurden durch die Union Cycliste Internationale Weltcup-Sieger in den Disziplinen Cross-Country und Downhill ermittelt.
Im Cross-Country wurden Wettbewerbe an sieben Weltcup-Stationen durchgeführt. An der zweiten Station in Albstadt fand erstmals im Weltcup einen Rennen im Cross-Country Short Track statt. Seitdem werden in der Elite jeweils ein Rennen im Short Track XCC und im olympischen Cross-Country XCO ausgetragen. In der U23 gab es nur die Rennen über die olympische Distanz.
Im Downhill wurden insgesamt sieben Weltcup-Rennen ausgetragen.

## Cross-Country

### Frauen Elite
| Rnd | Datum          | Ort                  | Race | Erste                  | Zweite                 | Dritte                 |
| --- | -------------- | -------------------- | ---- | ---------------------- | ---------------------- | ---------------------- |
| 1   | 10. März       | Stellenbosch         | XCO  | Annika Langvad         | Pauline Ferrand-Prévot | Anne Tauber            |
| 2   | 18.–20. Mai    | Albstadt             | XCC  | Annika Langvad         | Jolanda Neff           | Linda Indergand        |
| 2   | 18.–20. Mai    | Albstadt             | XCO  | Jolanda Neff           | Jana Belomoina         | Anne Tauber            |
| 3   | 25.–27. Mai    | Nové Město na Moravě | XCC  | Annika Langvad         | Pauline Ferrand-Prévot | Jolanda Neff           |
| 3   | 25.–27. Mai    | Nové Město na Moravě | XCO  | Annika Langvad         | Jolanda Neff           | Pauline Ferrand-Prévot |
| 4   | 6.–8. Juli     | Val di Sole          | XCC  | Annika Langvad         | Anne Tauber            | Alessandra Keller      |
| 4   | 6.–8. Juli     | Val di Sole          | XCO  | Maja Włoszczowska      | Emily Batty            | Jolanda Neff           |
| 5   | 13.–15. Juli   | Vallnord             | XCC  | Alessandra Keller      | Annika Langvad         | Barbara Benkó          |
| 5   | 13.–15. Juli   | Vallnord             | XCO  | Gunn-Rita Dahle Flesjå | Jolanda Neff           | Emily Batty            |
| 6   | 10.–12. August | Mont Sainte-Anne     | XCC  | Annika Langvad         | Jolanda Neff           | Kate Courtney          |
| 6   | 10.–12. August | Mont Sainte-Anne     | XCO  | Jolanda Neff           | Annika Langvad         | Emily Batty            |
| 7   | 24.–26. August | La Bresse            | XCC  | Annika Langvad         | Barbara Benkó          | Jolanda Neff           |
| 7   | 24.–26. August | La Bresse            | XCO  | Jolanda Neff           | Emily Batty            | Annika Langvad         |

Gesamtwertung
| Platz | Name              | Punkte |
| ----- | ----------------- | ------ |
| 1.    | Jolanda Neff      | 1930   |
| 2.    | Annika Langvad    | 1743   |
| 3.    | Emily Batty       | 1305   |
| 4.    | Alessandra Keller | 1275   |
| 5.    | Anne Tauber       | 1240   |
| 6.    | Maja Włoszczowska | 1201   |

### Männer Elite
| Rnd | Datum          | Ort                  | Race | Erster               | Zweiter              | Dritter              |
| --- | -------------- | -------------------- | ---- | -------------------- | -------------------- | -------------------- |
| 1   | 10. März       | Stellenbosch         | XCO  | Samuel Gaze          | Nino Schurter        | Maxime Marotte       |
| 2   | 18.–20. Mai    | Albstadt             | XCC  | Mathieu van der Poel | Samuel Gaze          | Mathias Flückiger    |
| 2   | 18.–20. Mai    | Albstadt             | XCO  | Nino Schurter        | Stéphane Tempier     | Mathieu van der Poel |
| 3   | 25.–27. Mai    | Nové Město na Moravě | XCC  | Samuel Gaze          | Mathieu van der Poel | Nino Schurter        |
| 3   | 25.–27. Mai    | Nové Město na Moravě | XCO  | Nino Schurter        | Anton Cooper         | Maxime Marotte       |
| 4   | 6.–8. Juli     | Val di Sole          | XCC  | Mathieu van der Poel | Nino Schurter        | Maxime Marotte       |
| 4   | 6.–8. Juli     | Val di Sole          | XCO  | Nino Schurter        | Gerhard Kerschbaumer | Mathieu van der Poel |
| 5   | 13.–15. Juli   | Vallnord             | XCC  | Henrique Avancini    | Mathieu van der Poel | Gerhard Kerschbaumer |
| 5   | 13.–15. Juli   | Vallnord             | XCO  | Gerhard Kerschbaumer | Nino Schurter        | Mathieu van der Poel |
| 6   | 10.–12. August | Mont Sainte-Anne     | XCC  | Samuel Gaze          | Henrique Avancini    | Mathias Flückiger    |
| 6   | 10.–12. August | Mont Sainte-Anne     | XCO  | Mathias Flückiger    | Gerhard Kerschbaumer | Titouan Carod        |
| 7   | 24.–26. August | La Bresse            | XCC  | Mathieu van der Poel | Lars Forster         | Henrique Avancini    |
| 7   | 24.–26. August | La Bresse            | XCO  | Nino Schurter        | Gerhard Kerschbaumer | Maxime Marotte       |

Gesamtwertung
| Platz | Name                 | Punkte |
| ----- | -------------------- | ------ |
| 1.    | Nino Schurter        | 1861   |
| 2.    | Mathieu van der Poel | 1355   |
| 3.    | Maxime Marotte       | 1242   |
| 4.    | Henrique Avancini    | 1213   |
| 5.    | Gerhard Kerschbaumer | 1154   |
| 6.    | Mathias Flückiger    | 993    |

### Frauen U23
| Rnd | Datum      | Ort                  | Erste       | Zweite        | Dritte        |
| --- | ---------- | -------------------- | ----------- | ------------- | ------------- |
| 1   | 10. März   | Stellenbosch         | Malene Degn | Sina Frei     | Evie Richards |
| 2   | 20. Mai    | Albstadt             | Sina Frei   | Evie Richards | Malene Degn   |
| 3   | 27. Mai    | Nové Město na Moravě | Sina Frei   | Malene Degn   | Marika Tovo   |
| 4   | 8. Juli    | Val di Sole          | Sina Frei   | Evie Richards | Malene Degn   |
| 5   | 15. Juli   | Vallnord             | Sina Frei   | Malene Degn   | Evie Richards |
| 6   | 12. August | Mont Sainte-Anne     | Sina Frei   | Evie Richards | Malene Degn   |
| 7   | 26. August | La Bresse            | Sina Frei   | Evie Richards | Ronja Eibl    |

Gesamtwertung
| Platz | Name          | Punkte |
| ----- | ------------- | ------ |
| 1.    | Sina Frei     | 610    |
| 2.    | Malene Degn   | 435    |
| 3.    | Evie Richards | 410    |
| 4.    | Marika Tovo   | 267    |
| 5.    | Lucie Urruty  | 183    |

### Männer U23
| Rnd | Datum      | Ort                  | Erster           | Zweiter             | Dritter             |
| --- | ---------- | -------------------- | ---------------- | ------------------- | ------------------- |
| 1   | 10. März   | Stellenbosch         | Petter Fagerhaug | Ben Oliver          | Neïlo Perrin-Ganier |
| 2   | 20. Mai    | Albstadt             | Joshua Dubau     | Antoine Philipp     | Jonas Lindberg      |
| 3   | 27. Mai    | Nové Město na Moravě | Vlad Dascălu     | Filippo Colombo     | Alan Hatherly       |
| 4   | 8. Juli    | Val di Sole          | Petter Fagerhaug | Joshua Dubau        | Vlad Dascălu        |
| 5   | 15. Juli   | Vallnord             | Joshua Dubau     | Antoine Philipp     | Filippo Colombo     |
| 6   | 12. August | Mont Sainte-Anne     | Alan Hatherly    | Christopher Blevins | José Gerardo Ulloa  |
| 7   | 26. August | La Bresse            | Petter Fagerhaug | Jofre Cullell       | Simon Andreassen    |

Gesamtwertung
| Platz | Name             | Punkte |
| ----- | ---------------- | ------ |
| 1.    | Petter Fagerhaug | 390    |
| 2.    | Joshua Dubau     | 360    |
| 3.    | Filippo Colombo  | 280    |
| 4.    | Antoine Philipp  | 220    |
| 5.    | Alan Hatherly    | 211    |

## Downhill

### Frauen Elite
| Rnd | Datum      | Ort              | Erste           | Zweite          | Dritte          |
| --- | ---------- | ---------------- | --------------- | --------------- | --------------- |
| 1   | 22. April  | Losinj           | Myriam Nicole   | Rachel Atherton | Tahnée Seagrave |
| 2   | 3. Juni    | Fort William     | Tahnée Seagrave | Myriam Nicole   | Rachel Atherton |
| 3   | 10. Juni   | Leogang          | Rachel Atherton | Myriam Nicole   | Tracey Hannah   |
| 4   | 8. Juli    | Val di Sole      | Tahnée Seagrave | Rachel Atherton | Monika Hrastnik |
| 5   | 15. Juli   | Vallnord         | Tahnée Seagrave | Rachel Atherton | Tracey Hannah   |
| 6   | 12. August | Mont Sainte Anne | Rachel Atherton | Tahnée Seagrave | Tracey Hannah   |
| 7   | 11. August | La Bresse        | Rachel Atherton | Tahnée Seagrave | Myriam Nicole   |

Gesamtwertung
| Platz | Name            | Punkte |
| ----- | --------------- | ------ |
| 1.    | Rachel Atherton | 1476   |
| 2.    | Tahnée Seagrave | 1316   |
| 3.    | Tracey Hannah   | 1055   |
| 4.    | Myriam Nicole   | 810    |
| 5.    | Monika Hrastnik | 771    |
| 6.    | Marine Cabirou  | 707    |

### Männer Elite
| Rnd | Datum      | Ort              | Erster         | Zweiter          | Dritter          |
| --- | ---------- | ---------------- | -------------- | ---------------- | ---------------- |
| 1   | 22. April  | Losinj           | Aaron Gwin     | Luca Shaw        | Dean Lucas       |
| 2   | 3. Juni    | Fort William     | Amaury Pierron | Loris Vergier    | Troy Brosnan     |
| 3   | 10. Juni   | Leogang          | Amaury Pierron | Aaron Gwin       | Laurie Greenland |
| 4   | 8. Juli    | Val di Sole      | Amaury Pierron | Laurie Greenland | Danny Hart       |
| 5   | 15. Juli   | Vallnord         | Loris Vergier  | Amaury Pierron   | Brook MacDonald  |
| 6   | 12. August | Mont Sainte Anne | Loïc Bruni     | Troy Brosnan     | Danny Hart       |
| 7   | 11. August | La Bresse        | Martin Maes    | Gee Atherton     | Brook MacDonald  |

Gesamtwertung
| Platz | Name             | Punkte |
| ----- | ---------------- | ------ |
| 1.    | Amaury Pierron   | 1178   |
| 2.    | Danny Hart       | 884    |
| 3.    | Troy Brosnan     | 860    |
| 4.    | Loris Vergier    | 835    |
| 5.    | Laurie Greenland | 696    |
| 6.    | Brook MacDonald  | 692    |

### Juniorinnen
| Rnd | Datum      | Ort              | Erste          | Zweite           | Dritte                  |
| --- | ---------- | ---------------- | -------------- | ---------------- | ----------------------- |
| 1   | 22. April  | Losinj           | Valentina Höll | Nastasia Gimenez | Mille Johnset           |
| 2   | 3. Juni    | Fort William     | Valentina Höll | Paula Zibasa     | Anna Newkirk            |
| 3   | 10. Juni   | Leogang          | Valentina Höll | Nastasia Gimenez | Ottilia Johansson Jones |
| 4   | 8. Juli    | Val di Sole      | Valentina Höll | Anna Newkirk     | Mille Johnset           |
| 5   | 15. Juli   | Vallnord         | Valentina Höll | Anna Newkirk     | Mille Johnset           |
| 6   | 12. August | Mont Sainte Anne | Valentina Höll | Samantha Soriano | Mazie Hayden            |
| 7   | 11. August | La Bresse        | Valentina Höll | Paula Zibasa     | Mille Johnset           |

Gesamtwertung
| Platz | Name             | Punkte |
| ----- | ---------------- | ------ |
| 1.    | Valentina Höll   | 420    |
| 2.    | Anna Newkirk     | 115    |
| 3.    | Paula Zibasa     | 110    |
| 4.    | Nastasia Gimenez | 90     |
| 5.    | Mille Johnset    | 85     |

### Junioren
| Rnd | Datum      | Ort              | Erster          | Zweiter         | Dritter        |
| --- | ---------- | ---------------- | --------------- | --------------- | -------------- |
| 1   | 22. April  | Losinj           | Thibaut Dapréla | Kade Edwards    | Kie A’Hern     |
| 2   | 3. Juni    | Fort William     | Kie A’Hern      | Thibaut Dapréla | Kade Edwards   |
| 3   | 10. Juni   | Leogang          | Kie A’Hern      | Thibaut Dapréla | Henry Kerr     |
| 4   | 8. Juli    | Val di Sole      | Thibaut Dapréla | Henry Kerr      | Patrick Butler |
| 5   | 15. Juli   | Vallnord         | Thibaut Dapréla | Henry Kerr      | Kie A’Hern     |
| 6   | 12. August | Mont Sainte Anne | Thibaut Dapréla | Kade Edwards    | Henry Kerr     |
| 7   | 11. August | La Bresse        | Thibaut Dapréla | Henry Kerr      | Kade Edwards   |

Gesamtwertung
| Platz | Name            | Punkte |
| ----- | --------------- | ------ |
| 1.    | Thibaut Dapréla | 380    |
| 2.    | Henry Kerr      | 192    |
| 3.    | Kade Edwards    | 191    |
| 4.    | Jamie Edmondson | 186    |
| 5.    | Kye A’Hern      | 100    |